# Luiza Pesjak
Luiza Pesjak (Ljubljana, 12 de juny de 1828 - 1 de març de 1898) fou una escriptora, poeta, dramaturga i traductora eslovena.